# Cezary Sękalski
Cezary Sękalski (ur. 15 czerwca 1967 w Jaworznie) – polski doktor teologii duchowości, wykładowca i psychoterapeuta.

## Wykształcenie
Dzieciństwo i młodość aż do matury spędził w Staszowie. Następnie ukończył Policealne Studium Plastyczne w Kielcach.
Absolwent Papieskiej Akademii Teologicznej w Krakowie, gdzie obronił doktorat z teologii duchowości (2003). Ukończył czteroletnie szkolenie w psychoterapii systemowej, behawioralno-poznawczej i psychodynamicznej w Ośrodku Szkoleń Systemowych w Krakowie.

## Działalność
W 1989 roku zadebiutował opowiadaniem Golem opublikowanym na łamach kieleckiego miesięcznika „Przemiany”. Następnie odbył staż dziennikarski w redakcji gorzowskiego miesięcznika „Aspekty” (1992–1993). Był redaktorem miesięcznika „List” (1996–1999, red. nacz. 1999–2000), sekretarzem redakcji kwartalnika „Życie Duchowe” (2001). Współpracował z redakcją programów katolickich TVP przy produkcji programu Słowo na niedzielę (1997–1998) i nagrywał audycje radiowe dla rozgłośni katolickich. W latach 2004–2014 redaktor dwumiesięcznika „Głos Ojca Pio” a od 2006 do 2014 roku redaktor naczelny Wydawnictwa Serafin. Ostatnio publikował w miesięczniku „Apostolstwo Chorych”, dwumiesięczniku „La Salette”, tygodniku „Przewodnik Katolicki” oraz kwartalniku „Życie Duchowe”.
Na wystawie „Rozumieć kolor” (lipiec 1988) w Kielcach a później w rodzinnym Staszowie pokazał swoje prace w technice monotypii. Współautor zdjęć i organizator wystawy fotografii „Proście o pokój dla Jeruzalem. Ziemia Święta przed Wielkim Jubileuszem” pokazanej w Krakowie, Gdańsku i rodzinnym Staszowie. W marcu 2016 roku w Staszowie zaprezentował swoje rysunki na wystawie „Człowiek wobec krzyża”.
W październiku 2020 w Staszowie zaprezentował swoje zdjęcia w ramach wystawy "Staszowianie w hołdzie św. Janowi Pawłowi II".
Członek Polskiego Stowarzyszenia Teologów Duchowości, Polskiego Towarzystwa Psychologicznego oraz Sekcji Psychoterapii Polskiego Towarzystwa Psychologicznego.
Prowadził wykłady w Karmelitańskim Instytucie Duchowości w Krakowie, Papieskiej Akademii Teologicznej w Krakowie, w Podyplomowym Studium Duchowości Katolickiej KUL w Lublinie oraz na Uniwersytecie Papieskim Jana Pawła II w Krakowie.
Jako teolog specjalizuje się w duchowości św. Ignacego Loyoli, przywództwie służebnym, nowych ruchach kościelnych, duchowości małżeństwa i rodziny oraz w ewangelizacji medialnej. Od połowy lat 90. XX wieku po odbyciu „Ćwiczeń duchowych” św. Ignacego Loyoli współpracował z jezuickimi domami rekolekcyjnymi jako kierownik duchowy towarzyszący rekolektantom.
W latach 2013–2020  pracował jako psychoterapeuta w Klinice małżeńskiej przy Małopolskim Centrum Psychoterapii w Krakowie. Obecnie prowadzi prywatną praktykę w terapii par i psychoterapii indywidualnej. Współpracuje z Fundacją Towarzyszenia Rodzinie w Krakowie jako psychoterapeuta i szkoleniowiec.

## Publikacje
Publikował m.in. w „Liście”, „Życiu Duchowym”, „Pastores”, „Homo Dei”, „Azymucie”, „W drodze”, „Przeglądzie Powszechnym”, „Do Rzeczy”.
Książki:
- Na chorych ręce kłaść będą. Modlitwa wstawiennicza we wspólnocie, Wydawnictwo eSPe, Kraków 2002
- Misterium przemiany wewnętrznej. Droga rozwoju duchowego chrześcijanina w Ćwiczeniach ignacjańskich, Wydawnictwo WAM, Kraków 2003
- Różaniec święty na nowo odkryty, Wydawnictwo Serafin, Kraków 2007. Wznowienie pod tytułem: Różaniec. Medytacje biblijne. Synteza Ćwiczeń duchowych, Kraków 2013
- Przepis na miłość, Wydawnictwo Serafin, Kraków 2009
- Co wiesz o Janie Pawle II?. Quiz papieski, Wydawnictwo Serafin, Kraków 2011
- Charyzmatyczka Maria z Żar. Życie – pisma – świadectwa, Wydawnictwo Serafin, Kraków 2011 (redaktor)
- Seminarium żywej wiary. Kerygmat dla każdego, Wydawnictwo Serafin, Kraków 2013 (wznowienie w wersji uzupełnionej: Wydawnictwo Świętego Stanisława, Kraków 2015).
- Jak przebaczać a jak nie przebaczać w relacjach, Klinika małżeńska/Wydawnictwo Serafin, Kraków 2020.

Wywiady w formie książkowej:
- Oni nas stworzyli, Z o. Józefem Augustynem SJ rozmawia Jan Paulas i Cezary Sękalski, Wydawnictwo WAM, Kraków 2002
- Trudno nie wierzyć w nic. Między wiarą a niewiarą. Wywiad-rzeka z Adamem Nowakiem, Biblioteczka Magazynu Muzycznego RUaH, Paganini, Kraków 2004. Książka uzupełniona i wznowiona: Wydawnictwo Serafin, Kraków 2010
- Sam bym tego nie wymyślił. Jan Budziaszek opowiada Cezaremu Sękalskiemu. Biblioteczka Magazynu Muzycznego RUaH, Paganini, Kraków 2006. Książka wznowiona przez Wydawnictwo Serafin, Kraków 2012
- Jestem od zamiatania drogi do Kościoła z dr Elżbietą Sujak rozmawia Cezary Sękalski, Wydawnictwo Serafin, Kraków 2009

Zapis sesji rekolekcyjnej CD mp3
- Wraz z małżonką Małgorzatą: Małżeństwo – przypadek czy powołanie? Duchowe fundamenty miłości małżeńskiej, Wydawnictwo Serafin, Kraków 2012